# The Problem of Political Authority
The Problem of Political Authority: An Examination of the Right to Coerce and the Duty to Obey es un libro del profesor de filosofía de la Universidad de Colorado en Boulder, Michael Huemer, publicado en enero de 2013. La primera parte del libro presenta argumentos detallados en favor del anarquismo filosófico y refuta la legitimidad de la autoridad política, mientras que la segunda parte se enfoca en el anarquismo político y la viabilidad práctica del anarcocapitalismo.

## Historia y promoción
En abril de 2011, mientras aún se encontraba escribiendo el libro (en ese entonces titulado Freedom and Authority, en español, Libertad y Autoridad), el perfil de Huemer fue publicado por la Arts and Sciences Magazine de la Universidad de Colorado en Boulder. El perfil citó a Huemer diciendo que la autoridad política es "una ilusión moral de la cual sufrimos".
En mayo de 2012, pocos meses antes de la publicación del libro, Huemer defendió el argumento del libro en un video.
En los meses antes del lanzamiento del libro, el compañero de universidad de Huemer en UC Berkeley y colega anarcocapitalista, el economista Bryan Caplan, jugó un rol importante en la difusión del libro de Huemer a través de su blog, EconLog, según observaron varios de los que escribieron reseñas del libro. Caplan utilizó EconLog para solicitar títulos potenciales para el libro, aunque ninguno de los títulos sugeridos fueron utilizados finalmente. Caplan argumentó que lo que hacía especial al libro de Huemer era que partía de premisas morales razonables y de sentido común con las que muchas personas que no son libertarias estarían de acuerdo y las aplicaba en forma consistente para llegar a conclusiones libertarias radicales, diferenciándose así de las obras de personas como Murray Rothbard, Ayn Rand, y Robert Nozick. Caplan también usó su blog para pedir a los lectores que realicen preguntas sobre el libro de Huemer.

## Recepción

### Reseñas en publicaciones académicas
Ole Martin Muen de la Universidad de Oslo, Noruega, escribió una reseña del libro en Philosophical Quarterly. Moen concluyó su reseña diciendo: "Además de ser una sólida obra académica, el libro de Huemer será bueno para ser asignado como material de lectura en clases de filosofía política. Seguramente provocará debates, y su inclusión puede que remedie el triste hecho que el anarquismo es en muchas ocasiones ignorado o hecho a un costado sin ser analizado seriamente. Esto es una pena, ya que incluso si uno rechaza sus conclusiones, Huemer deja en claro que el anarquismo es una teoría sofisticada que merece ser considerada cuidadosamente".

### Discusión enCato Unbound
Huemer fue el principal ensayista de la edición de marzo de 2013 de Cato Unbound. El tema de la edición fue Autoridad, Obediencia, y el Estado y se enfocó más que todo en el libro de Huemer y los argumentos desarrollados por él en el libro. Los otros participantes del debate fueron Bryan Caplan, Tom G. Palmer, y Nicole Hassoun. La principal crítica hacia el libro por parte de Bryan Caplan era que transicionaba muy rápidamente de un argumento moral en favor del anarquismo filosófico a la explicación de como funcionaría una sociedad anarcocapitalista, y cambiaba la etapa intermedia de la exploración de las consecuencias del libertarianismo de gobierno limitado. Tom G. Palmer indicó que los argumentos de Huemer debían ser fortalecidos para cubrir dos puntos importantes: primero, el gobierno puede que sea necesario para resolver ciertos problemas de coordinación, y segundo, el intuicionismo ético de Huemer no era lo suficientemente fuerte debido a las variaciones entre culturas. Nicole Hassoun argumentó en favor de los derechos positivos y dijo que la acción del estado puede que sea necesaria para asegurar dichos derechos.

### Discusión en el blog Bleeding-heart libertarians
En julio de 2013, el blog bleeding-heart libertarians anunció un simposio sobre The Problem of Political Authority. El simposio comenzó el 12 de agosto de 2013. Entre los críticos de Huemer estuvieron Kevin Vallier, Christopher Morris, Bas van der Vossen, y Massimo Renzo.
Kevin Vallier argumentó que Huemer trata de probar demasiado, y que sus argumentos en contra de la autoridad política también puede ser utilizados en contra de los derechos de propiedad. Christopher Morris dijo que la definición centra de la autoridad política por parte de Huemer era vaga y poco clara y que esta era una debilidad importante del libro, considerando que el tema central era una crítica a la autoridad política. Bas van der Vossen argumentó que la lógica que las personas utilizan para juzgar la moralidad de las acciones entre las personas no podía ser transferida apropiadamente al estado, y que la forma de argumentación de Huemer era, por lo tanto, problemática. Massimo Renzo escribió: "El principal problema que veo con este tipo de argumento es que supone que siempre habrá un curso de acción independientemente correcto que los agentes pueden decidir tomar cuando actúan 'por su cuenta', es decir, fuera de cualquier marco institucional".
Huemer respondió a sus críticos a finales de agosto de 2013.

### Otras reseñas
Arnold Kling escribió una reseña del libro de Huemer para el sitio web Library of Economics and Liberty. Huemer respondió a Kling, y Kling publicó un algo del intercambio en su blog.
El libro también fue analizado en forma separada por Perry Metzger en Samizdata, por Will Kiely en el blog Peace Requires Anarchy, por The Art of Not Being Governed, por Tomasz Kaye, el creador de la serie de videos George Ought to Help, y por Le Québécois Libre. También fue analizado por Oxymorons Reviews y referenciado tangencialmente en una reseña de Jason Brennan de un libro de Gary Chartier en el Notre Dame Philosophical Reviews. Una pregunta en Quora sobre el libro produjo un número de críticas y análisis.
Will Kiely del blog Peace Requires Anarchy también publicó la correspondencia que tuvo con Michael Huemer en relación con los argumentos presentados en el libro.

## Libros relacionados de otros autores
- The Machinery of Freedom de David D. Friedman sienta las bases de la visión anarcocapitalista de la sociedad sobre la que Huemer construye su argumento.[26] Tomasz Kaye, el creador de la serie de videos George Ought to Help, sostuvo que el tratamiento de Huemer del tema era superior al de Friedman.[27]
- The Conscience of an Anarchist de Gary Chartier. En una reseña del libro de Chartier para el Notre Dame Philosophical Reviews, Jason Brennan comparó a los dos libros de la siguiente manera: "La mayoría de las personas asumen que el estado es necesario. Un libro que sistemáticamente ataca esta posición podría tener mucho valor. Pero este no es el libro para este propósito. Para eso, recomiendo The Problem of Political Authority: An Examination of the Right to Coerce and the Duty to Obey de Michael Huemer, publicado por Palgrave MacMillan un mes después del libro de Chartier. En cada ocasión que Chartier se equivoca, Huemer lo hace bien. Al igual que Chartier, el argumenta en favor del anarquismo sobre el estadismo. Sin embargo, a diferencia de Chartier, reconoce que sus conclusiones centrales son muy controvertidas. Huemer sabe lo que está argumentando y porqué sus lectores tenderán a estar en desacuerdo con él. Cuidadosamente construye argumentos simples para sus conclusiones, apoyándose no en suposiciones morales o émpiricas polémicas, sino más bien en intuiciones morales y principios de sentido común y afirmaciones empíricas ampliamente aceptadas. Su prosa es limpia, concisa e interesante. Huemer sabe que el anarquismo parece ser una locura, pero logra hacerlo ver como sentido común".[30]
- Chaos Theory de Robert P. Murphy.[33] Kaye dijo que el libro de Huemer era superior a Chaos Theory.[27]
- Order Without Law: How Neighbors Settle Disputes por Robert P. Ellickson.